# Scars
Scars – piosenka i drugi singel zespołu Papa Roach z albumu Getting Away with Murder. Uzyskał status złota 6 czerwca 2006, sprzedając się w nakładzie pięciuset tysięcy egzemplarzy.

## Lista utworów
1. „Scars” (Album Version)
2. „Scars” (Acoustic Version)
3. „Getting Away With Murder” (Live Napster Version)
4. „Scars” (Video)